# 50É busz (Budapest)
A budapesti 50É jelzésű éjszakai autóbusz a Gyöngyösi utca és Pestszentlőrinc, Béke tér között közlekedett. A vonalat a Budapesti Közlekedési Rt. üzemeltette.

## Története
1996. február 29-én a megszűnő 50É villamos helyett 50É jelzésű buszokat indítottak Kispest, Határ út és Pestszentlőrinc, Béke tér között. A busz az éjszakai kiszolgáláson kívül késő este is közlekedett a villamosok helyett. 1997. szeptember 30-án megszűnt a 182É busz, pótlására az 50É buszok a Gyöngyösi utcáig jártak, a késő esti villamospótlók továbbra is a Határ útig jártak. A járat 2005. szeptember 1-jén megszűnt, helyette 950-es jelzéssel indítottak új járatot Pestszentimre központ és Rákospalota, Kossuth utca. A késő esti villamospótlást a 950A jelzésű busz végezte.

## Útvonala
| Pestszentlőrinc, Béke tér felé | Gyöngyösi utca felé |
| --- | --- |
| Gyöngyösi utca vá. – Gyöngyösi utca – Madarász Viktor utca – Babér utca – Váci út – Róbert Károly körút – Váci út – Lehel tér – Váci út – Nyugati tér – Teréz körút – Podmaniczky utca – Bajcsy-Zsilinszky út – Károly körút – Múzeum körút – Kálvin tér – Üllői út – Nagyvárad tér – Orczy út – Elnök utca – Könyves Kálmán körút – Üllői út – Pestszentlőrinc, Béke tér vá. | Pestszentlőrinc, Béke tér vá. – Üllői út – Könyves Kálmán körút – Gyáli út – Nagyvárad tér – Üllői út – Kálvin tér – Múzeum körút – Károly körút – Bajcsy-Zsilinszky út – Alkotmány utca – Szemere utca – Szent István körút – Nyugati tér – Váci út – Lehel tér – Váci út – Róbert Károly körút – Váci út – Gyöngyösi utca vá. |

## Megállóhelyei
| 50É (Gyöngyösi utca ◄► Kispest, Határ út ◄► Pestszentlőrinc, Béke tér) | 50É (Gyöngyösi utca ◄► Kispest, Határ út ◄► Pestszentlőrinc, Béke tér) | 50É (Gyöngyösi utca ◄► Kispest, Határ út ◄► Pestszentlőrinc, Béke tér) | 50É (Gyöngyösi utca ◄► Kispest, Határ út ◄► Pestszentlőrinc, Béke tér) | 50É (Gyöngyösi utca ◄► Kispest, Határ út ◄► Pestszentlőrinc, Béke tér) | 50É (Gyöngyösi utca ◄► Kispest, Határ út ◄► Pestszentlőrinc, Béke tér) | 50É (Gyöngyösi utca ◄► Kispest, Határ út ◄► Pestszentlőrinc, Béke tér) | 50É (Gyöngyösi utca ◄► Kispest, Határ út ◄► Pestszentlőrinc, Béke tér) |
| Perc (↓)                                                               | Perc (↓)                                                               | Megállóhely                                                            | Perc (↑)                                                               | Perc (↑)                                                               | Átszállási kapcsolatok a járat megszűnésekor                           | Átszállási kapcsolatok a járat megszűnésekor                           |                                                                        |
| Perc (↓)                                                               | Perc (↓)                                                               | Megállóhely                                                            | Perc (↑)                                                               | Perc (↑)                                                               | késő esti                                                              | éjszakai                                                               |                                                                        |
| ---------------------------------------------------------------------- | ---------------------------------------------------------------------- | ---------------------------------------------------------------------- | ---------------------------------------------------------------------- | ---------------------------------------------------------------------- | ---------------------------------------------------------------------- | ---------------------------------------------------------------------- | ---------------------------------------------------------------------- |
| ∫                                                                      | 0                                                                      | Gyöngyösi utca végállomás éjszaka                                      | 53                                                                     | ∫                                                                      | Nem érintette                                                          |                                                                        |                                                                        |
| ∫                                                                      | 2                                                                      | Fiastyúk utca                                                          | 52                                                                     | ∫                                                                      | Nem érintette                                                          |                                                                        |                                                                        |
| ∫                                                                      | 4                                                                      | Forgách utca                                                           | 50                                                                     | ∫                                                                      | Nem érintette                                                          |                                                                        |                                                                        |
| ∫                                                                      | 7                                                                      | Árpád híd, metróállomás                                                | 48                                                                     | ∫                                                                      | Nem érintette                                                          | 1É                                                                     |                                                                        |
| ∫                                                                      | 9                                                                      | Dózsa György út (↓) Dózsa György út, metróállomás (↑)                  | 46                                                                     | ∫                                                                      | Nem érintette                                                          |                                                                        |                                                                        |
| ∫                                                                      | 11                                                                     | Lehel tér                                                              | 44                                                                     | ∫                                                                      | Nem érintette                                                          | 14É                                                                    |                                                                        |
| ∫                                                                      | 13                                                                     | Nyugati pályaudvar                                                     | 42                                                                     | ∫                                                                      | Nem érintette                                                          | 6É, 14É                                                                |                                                                        |
| ∫                                                                      | 16                                                                     | Arany János utca                                                       | 38                                                                     | ∫                                                                      | Nem érintette                                                          | 14É                                                                    |                                                                        |
| ∫                                                                      | 18                                                                     | Deák Ferenc tér                                                        | 36                                                                     | ∫                                                                      | Nem érintette                                                          | 14É                                                                    |                                                                        |
| ∫                                                                      | 20                                                                     | Astoria                                                                | 35                                                                     | ∫                                                                      | Nem érintette                                                          | 14É, 78É                                                               |                                                                        |
| ∫                                                                      | 22                                                                     | Kálvin tér                                                             | 34                                                                     | ∫                                                                      | Nem érintette                                                          | 14É                                                                    |                                                                        |
| ∫                                                                      | 23                                                                     | Ferenc körút                                                           | 31                                                                     | ∫                                                                      | Nem érintette                                                          | 6É, 14É                                                                |                                                                        |
| ∫                                                                      | 24                                                                     | Klinikák                                                               | 30                                                                     | ∫                                                                      | Nem érintette                                                          | 14É                                                                    |                                                                        |
| ∫                                                                      | 26                                                                     | Nagyvárad tér                                                          | 28                                                                     | ∫                                                                      | Nem érintette                                                          | 14É                                                                    |                                                                        |
| ∫                                                                      | 29                                                                     | Népliget                                                               | 25                                                                     | ∫                                                                      | Nem érintette                                                          | 1É, 14É                                                                |                                                                        |
| ∫                                                                      | 31                                                                     | Ecseri út                                                              | 23                                                                     | ∫                                                                      | Nem érintette                                                          | 14É                                                                    |                                                                        |
| ∫                                                                      | 32                                                                     | Pöttyös utca                                                           | 22                                                                     | ∫                                                                      | Nem érintette                                                          | 14É                                                                    |                                                                        |
| 0                                                                      | 34                                                                     | Kispest, Határ út vonalközi végállomás késő este                       | 20                                                                     | 20                                                                     | 54, 66, 99, 123, 194, Gloriett 42, 52                                  | 14É                                                                    |                                                                        |
| 1                                                                      | 35                                                                     | Corvin körút (↓) Nyáry Pál utca (↑)                                    | 18                                                                     | 18                                                                     |                                                                        |                                                                        |                                                                        |
| 2                                                                      | 36                                                                     | Lehel utca                                                             | 17                                                                     | 17                                                                     |                                                                        |                                                                        |                                                                        |
| 3                                                                      | 37                                                                     | Kossuth tér                                                            | 16                                                                     | 16                                                                     | 48, 51, 68                                                             |                                                                        |                                                                        |
| 5                                                                      | 39                                                                     | Fő utca                                                                | 15                                                                     | 15                                                                     |                                                                        |                                                                        |                                                                        |
| 6                                                                      | 40                                                                     | Kossuth Lajos utca (↓) Táncsics Mihály utca (↑)                        | 14                                                                     | 14                                                                     |                                                                        |                                                                        |                                                                        |
| 7                                                                      | 41                                                                     | Villanytelep                                                           | 13                                                                     | 13                                                                     |                                                                        |                                                                        |                                                                        |
| 7                                                                      | 41                                                                     | Lajosmizsei sorompó                                                    | 12                                                                     | 12                                                                     | 36                                                                     |                                                                        |                                                                        |
| 8                                                                      | 42                                                                     | Tinódi utca (↓) Ferenc utca (↑)                                        | 12                                                                     | 12                                                                     |                                                                        |                                                                        |                                                                        |
| 9                                                                      | 43                                                                     | Margó Tivadar utca (↓) Bethlen utca (↑)                                | 11                                                                     | 11                                                                     | 136                                                                    |                                                                        |                                                                        |
| 10                                                                     | 44                                                                     | Kemény Zsigmond utca (↓) Építő út (↑)                                  | 10                                                                     | 10                                                                     | 19, 36                                                                 |                                                                        |                                                                        |
| 11                                                                     | 45                                                                     | Baross utca (↓) Teleki utca (↑)                                        | 9                                                                      | 9                                                                      | 19, 36                                                                 |                                                                        |                                                                        |
| 12                                                                     | 46                                                                     | Városház utca (↓) Thököly út (↑)                                       | 8                                                                      | 8                                                                      | 19, 36                                                                 |                                                                        |                                                                        |
| 14                                                                     | 48                                                                     | Szarvas csárda tér                                                     | 7                                                                      | 7                                                                      | 17, 80, 82, 82A                                                        |                                                                        |                                                                        |
| 15                                                                     | 49                                                                     | Madarász utca (↓) Földváry utca (↑)                                    | 5                                                                      | 5                                                                      |                                                                        |                                                                        |                                                                        |
| 16                                                                     | 50                                                                     | Dalmady Győző utca (↓) Pozsony utca (↑)                                | 4                                                                      | 4                                                                      |                                                                        |                                                                        |                                                                        |
| 17                                                                     | 51                                                                     | Sallai Imre utca (↓) Honvéd utca (↑)                                   | 3                                                                      | 3                                                                      |                                                                        |                                                                        |                                                                        |
| 18                                                                     | 52                                                                     | Nagyenyed utca (↓) Bajcsy-Zsilinszky út (↑)                            | 2                                                                      | 2                                                                      |                                                                        |                                                                        |                                                                        |
| 19                                                                     | 53                                                                     | Tarkő utca (↓) Ungvár utca (↑)                                         | 1                                                                      | 1                                                                      |                                                                        |                                                                        |                                                                        |
| 20                                                                     | 54                                                                     | Pestszentlőrinc, Béke tér végállomás                                   | 0                                                                      | 0                                                                      | 193                                                                    |                                                                        |                                                                        |